# Urola (arna)
Urola és un gènere d'arnes de la família Crambidae.

## Taxonomia
- Urola fimbrialis (Dyar, 1914)
- Urola furvicornis (Zeller, 1877)
- Urola nivalis Drury, 1773